# Гриссом (лунный кратер)
Кратер Гриссом (лат. Grissom) — крупный древний ударный кратер расположенный в южном полушарии обратной стороны Луны. Название присвоено в честь американского астронавта, члена первого отряда астронавтов США, Вирджила Айвэна Гриссома (1926—1967) и утверждено Международным астрономическим союзом в 1970 г. Образование кратера относится к нектарскому периоду.

## Описание кратера

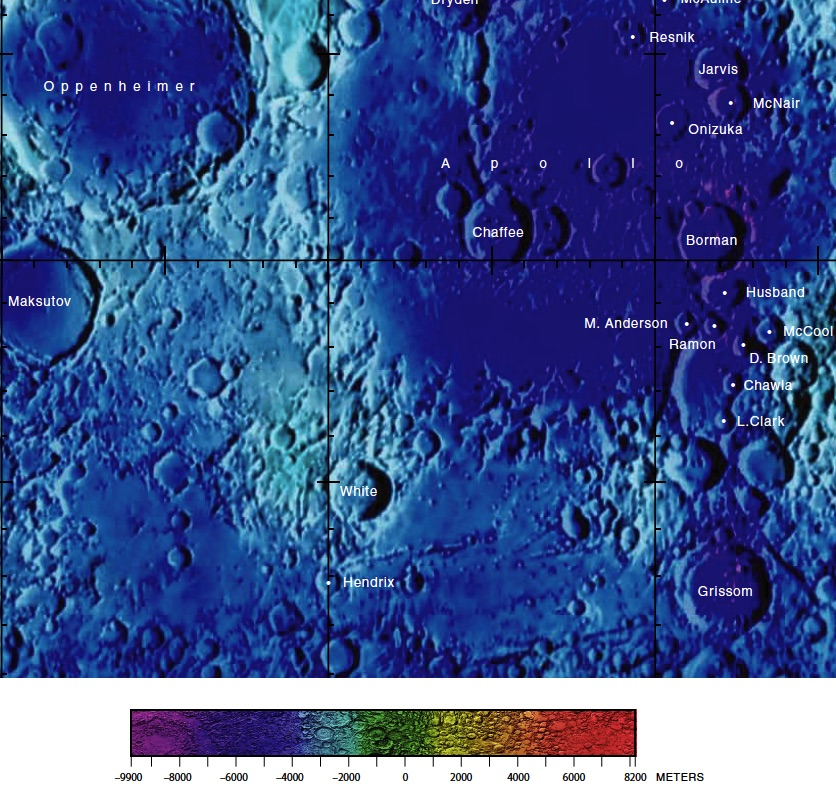
Окрестности кратера Гриссом. Фрагмент карты обратной стороны Луны.

Кратер Гриссом расположен на юге от гигантского кратера Аполлон. Ближайшими его соседями являются кратер Л. Кларк на севере, кратер Ливитт на востоке-северо-востоке, кратер Ридель на востоке-юго-востоке, кратер Каррер на юго-востоке и кратер Кори на юго-западе. Селенографические координаты центра кратера 46°55′ ю. ш. 147°59′ з. д. / 46,92° ю. ш. 147,98° з. д., диаметр 59,8 км, глубина 2,5 км.
За длительное время своего существования кратер существенно разрушен, северо-восточная часть вала перекрыта двумя небольшими кратерами Высота вала над окружающей местностью составляет 1190 м, объем кратера составляет приблизительно 2800 км³. Дно чаши сравнительно ровное, испещрено множеством кратеров различного размера.

## Сателлитные кратеры
| Гриссом | Координаты                                              | Диаметр, км |
| ------- | ------------------------------------------------------- | ----------- |
| K       | 49°28′ ю. ш. 146°10′ з. д. / 49,47° ю. ш. 146,17° з. д. | 31,8        |
| M       | 49°00′ ю. ш. 148°25′ з. д. / 49° ю. ш. 148,42° з. д.    | 38,7        |

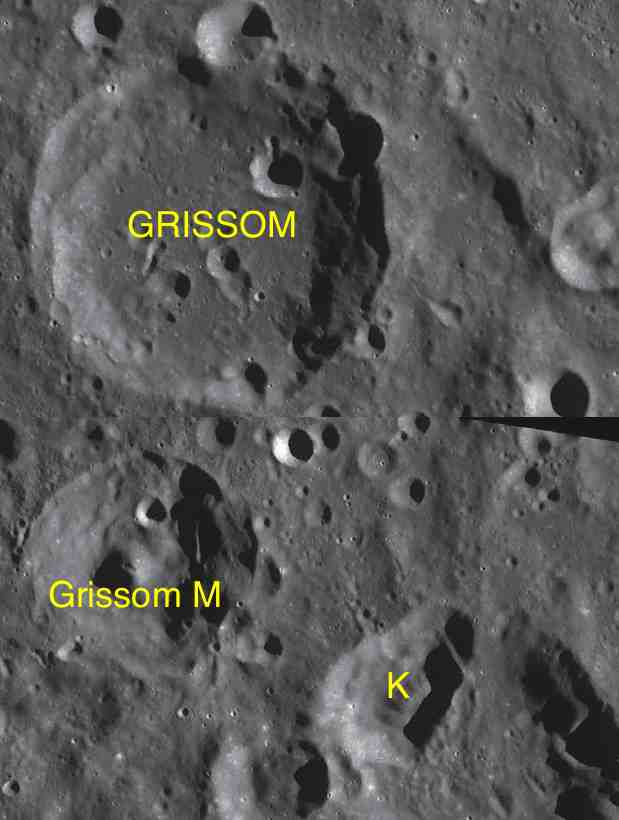
Фрагменты карт LAC-121, LAC-133.

- Образование сателлитного кратера Гриссом M относится к раннеимбрийскому периоду[1].